# Mail Delivery Agent
Mail Delivery Agent (MDA) – program poczty elektronicznej służący do lokalnego rozdzielania i dostarczania poczty elektronicznej do skrzynek pocztowych kont użytkowników.

## Przykłady
- maildrop
- procmail

## Rodzaje programów poczty elektronicznej
W kolejności działania, według terminologii w języku angielskim:
- Mail User Agent (MUA) – klient poczty elektronicznej – pobiera pocztę od MRA, odczytuje, redaguje, wysyła do MSA.
- Mail Submission Agent (MSA) – odbiera pocztę od MUA i wysyła do MTA.
- Mail Transfer Agent (MTA) – serwer poczty elektronicznej – odbiera pocztę od MSA.
- Mail Delivery Agent (MDA) – pobiera pocztę od MTA i przekazuje do skrzynek.
- Mail Access Agent (MAA) – pobiera pocztę ze skrzynek i wysyła do MRA.
- Mail Retrival Agent (MRA) – pobiera pocztę od MAA.